# Campo de Villavidel
Campo de Villavidel és un municipi de la província de Lleó a la comunitat autònoma de Castella i Lleó. Forma part de la comarca d'Esla-Campos.

## Demografia
| 1991 |  | 1996 |  | 2001 |  | 2004 |
| ---- |  | ---- |  | ---- |  | ---- |
| 413  |  | 360  |  | 313  |  | 289  |